# El Cajón (zbiornik retencyjny)
El Cajón, Central Hidroeléctrica Francisco Morazán – zbiornik zaporowy położony w Hondurasie, na rzece Humuya (prawy dopływ Ulúa), o pojemności 6,5 km³ wody. Powstał w latach 1980-1985, w wyniku wybudowania łukowej zapory El Cajón o wysokości 226 metrów i długości 282 metrów .